# Alectryon ramiflorus
Alectryon ramiflorus là một loài thực vật thuộc họ Sapindaceae. Đây là loài đặc hữu của Úc. Chúng hiện đang bị đe dọa vì mất nơi sống.